# Russell (hrabstwo Lincoln)
Russell – miasto w Stanach Zjednoczonych, w stanie Wisconsin, w hrabstwie Lincoln.